# Lara Arruabarrena
Lara Arruabarrena-Vecino (ur. 20 marca 1992 w San Sebastián) – hiszpańska tenisistka.

## Kariera tenisowa
W zawodowych meczach zadebiutowała w lutym 2007 roku, biorąc udział z dziką kartą w kwalifikacjach do turnieju ITF w hiszpańskim Sant Boi, ale odpadła już w pierwszej rundzie. Grała potem w kolejnych kwalifikacjach do podobnych turniejów, ale dopiero za siódmym razem udało jej się przejść te kwalifikacje i zagrać w turnieju głównym. W grudniu tego samego roku ponownie zagrała w turnieju głównym, w Vallduxo, gdzie wygrała swój pierwszy w karierze mecz w fazie głównej i awansowała do drugiej rundy. W lipcu 2008 roku wygrała swój pierwszy turniej singlowy w Oviedo, pokonując w finale Niemkę, Hermon Brhane. Pierwszy deblowy turniej wygrała w 2009 roku w Mollerussa, gdzie w parze z Carlą Roset-Franco pokonała parę Tatiana Bua i Inés Ferrer Suárez. W 2010 roku tenisistka ustanowiła swoistego rodzaju rekord – 23 wygrane mecze z rzędu. Szczęśliwą passę przerwała jej dopiero Nina Bratczikowa, w lutym 2011 roku, na turnieju w Rabacie, gdzie pokonała ją w półfinale. W sumie w czasie swojej kariery wygrała dwanaście turniejów w grze pojedynczej i osiem w grze podwójnej rangi ITF.
W 2010 roku zagrała dwukrotnie w kwalifikacjach do turniejów WTA, w Marbelli i Barcelonie, ale w obu tych przypadkach odpadła już po pierwszej rundzie, przegrywając odpowiednio z Nurią Llagosterą Vives i Sílvią Soler Espinosa. W kwietniu 2011 roku wygrała kwalifikacje do turnieju Andalucia Tennis Experience w Marbelli, pokonując między innymi takie zawodniczki jak Eleni Daniilidu czy Nina Bratczikowa i zagrała w turnieju głównym. Debiut był bardzo udany i tenisistka osiągnęła tam ćwierćfinał imprezy, pokonując w pierwszych dwóch rundach Monicę Niculescu i Sandrę Záhlavovą. W ćwierćfinale trafiła na Swietłanę Kuzniecową i gładko przegrała 1:6, 2:6.
Wygrane turnieje ITF pod koniec 2010 roku i dobre występy w turniejach WTA na początku 2011 roku pozwoliły tenisistce 2 maja 2011 roku awansować, po raz pierwszy w karierze, do drugiej setki światowego rankingu – na miejsce 199.
W lutym 2012 roku wygrała swój pierwszy turniej cyklu WTA w Bogocie. W pierwszej rundzie pokonała rozstawioną zawodniczkę, Patricię Mayr-Achleitner, a w następnych takie zawodniczki jak: Eva Birnerová, Paula Ormaechea i Edina Gallovits. W finale wygrała z Aleksandrą Panową 6:2, 7:5.
W lutym 2013 roku zwyciężyła w singlowych zawodach rangi WTA Challenger Tour w Cali, pokonując w finale 6:3, 6:2 Catalinę Castaño. W kwietniu razem z Lourdes Domínguez Lino zwyciężyła w swoim pierwszym turnieju deblowym, a miało to miejsce w Katowicach, gdzie w finale pokonały Ralucę Olaru i Waleriję Sołowjową 6:4, 7:5.
W kwietniu 2014 Arruabarrena razem z Caroline Garcią triumfowały w Bogocie, w meczu mistrzowskim wygrywając 7:6(5), 6:4 z Vanią King i Chanelle Scheepers. We wrześniu wspólnie z Iriną-Camelią Begu zdobyły tytuł w Seulu. W finale pokonały 6:3, 6:3 Monę Barthel oraz Mandy Minellę. Miesiąc później w parze z Tatjaną Marią nie sprostały w meczu o mistrzostwo w Osace Shūko Aoyamie i Renacie Voráčovej.
W sezonie 2015 Arruabarrena i María-Teresa Torró-Flor zwyciężyły w Acapulco, pokonując w finale debel Andrea Hlaváčková–Lucie Hradecká wynikiem 7:6(2), 5:7, 13–11. W dalszej części sezonu Hiszpanka osiągnęła dwa finały deblowe – razem z Ralucą Olaru w Norymberdze oraz wspólnie z Lucie Hradecką w Bad Gastein. Hiszpanka we wrześniu osiągnęła piąte deblowe zwycięstwo w karierze – tym razem w Seulu z Andreją Klepač.

## Historia występów wielkoszlemowych
Legenda
     W, wygrany turniej
     F, przegrana w finale
     SF, przegrana w półfinale
     QF, przegrana w ćwierćfinale
     xR, przegrana w x rundzie
     Qx, przegrana w x rundzie kwalifikacji
     A, brak startu
     NH, turniej nie odbył się

### Występy w grze pojedynczej
| Australian Open        | A   | A   | A   | A   | A  | 1R  | 1R | 2R | 2R | 1R | 2R | 1R  | Q3  | Q1  | Q1 | 0 / 7  | 3 – 7  |  |  |  |  |  |  |  |  |  |
| French Open            | A   | A   | A   | A   | 1R | A   | Q1 | 1R | 1R | 1R | 2R | A   | Q1  | 1R  | A  | 0 / 6  | 1 – 6  |  |  |  |  |  |  |  |  |  |
| Wimbledon              | A   | A   | A   | A   | A  | 1R  | Q1 | 2R | 2R | 1R | 2R | A   | NH  | Q1  | A  | 0 / 5  | 3 – 5  |  |  |  |  |  |  |  |  |  |
| US Open                | A   | A   | A   | A   | 2R | 1R  | Q3 | 1R | 1R | 1R | 2R | Q3  | A   | Q2  | A  | 0 / 6  | 2 – 6  |  |  |  |  |  |  |  |  |  |
|                        |     |     |     |     |    |     |    |    |    |    |    |     |     |     |    |        |        |  |  |  |  |  |  |  |  |  |
| Ranking na koniec roku | 725 | 458 | 396 | 167 | 77 | 100 | 88 | 86 | 69 | 84 | 84 | 157 | 164 | 219 | –  | 0 / 24 | 9 – 24 |  |  |  |  |  |  |  |  |  |

### Występy w grze podwójnej
| Australian Open        | A | A   | A   | A   | A   | 1R  | A  | 2R | 1R | 1R | 2R | 1R | 3R | 1R  | A | 0 / 8  | 4 – 8   |  |  |  |  |  |  |  |  |  |  |
| French Open            | A | A   | A   | A   | A   | A   | A  | 2R | 1R | 1R | QF | A  | 1R | 2R  | A | 0 / 6  | 5 – 6   |  |  |  |  |  |  |  |  |  |  |
| Wimbledon              | A | A   | A   | A   | A   | 1R  | A  | 2R | 1R | 2R | 2R | A  | NH | 1R  | A | 0 / 6  | 3 – 6   |  |  |  |  |  |  |  |  |  |  |
| US Open                | A | A   | A   | A   | A   | A   | A  | QF | 2R | 2R | 1R | 1R | A  | A   | A | 0 / 5  | 5 – 5   |  |  |  |  |  |  |  |  |  |  |
|                        |   |     |     |     |     |     |    |    |    |    |    |    |    |     |   |        |         |  |  |  |  |  |  |  |  |  |  |
| Ranking na koniec roku | – | 495 | 307 | 176 | 211 | 106 | 64 | 31 | 61 | 78 | 39 | 52 | 83 | 137 | – | 0 / 25 | 17 – 25 |  |  |  |  |  |  |  |  |  |  |

### Występy w grze mieszanej
| Australian Open | A | A | A | A | A | A | A | A  | 1R | A  | A | A | A  | A | A | 0 / 1 | 0 – 1 |  |  |  |  |  |  |  |  |  |  |
| French Open     | A | A | A | A | A | A | A | A  | A  | A  | A | A | NH | A | A | 0 / 0 | 0 – 0 |  |  |  |  |  |  |  |  |  |  |
| Wimbledon       | A | A | A | A | A | A | A | 1R | A  | A  | A | A | NH | A | A | 0 / 1 | 0 – 1 |  |  |  |  |  |  |  |  |  |  |
| US Open         | A | A | A | A | A | A | A | A  | A  | 1R | A | A | NH | A | A | 0 / 1 | 0 – 1 |  |  |  |  |  |  |  |  |  |  |
|                 |   |   |   |   |   |   |   |    |    |    |   |   |    |   |   |       |       |  |  |  |  |  |  |  |  |  |  |
|                 |   |   |   |   |   |   |   |    |    |    |   |   |    |   |   | 0 / 3 | 0 – 3 |  |  |  |  |  |  |  |  |  |  |

## Finały turniejów WTA
| Legenda                     | Legenda |
| --------------------------- | ------- |
| Wielki Szlem                |         |
| Igrzyska olimpijskie        |         |
| WTA Tour Championships      |         |
| 2009 – 2020                 |         |
| WTA Premier Mandatory       |         |
| WTA Premier 5               |         |
| WTA Premier                 |         |
| WTA International Series    |         |
| WTA 125K series (2012–2020) |         |

### Gra pojedyncza 4 (2–2)
| Końcowy wynik | Nr | Data             | Turniej | Nawierzchnia | Przeciwniczka       | Wynik finału  |
| ------------- | -- | ---------------- | ------- | ------------ | ------------------- | ------------- |
| Zwyciężczyni  | 1. | 19 lutego 2012   | Bogota  | Ceglana      | Aleksandra Panowa   | 6:2, 7:5      |
| Zwyciężczyni  | 2. | 25 września 2016 | Seul    | Twarda       | Monica Niculescu    | 6:0, 2:6, 6:0 |
| Finalistka    | 1. | 15 kwietnia 2017 | Bogota  | Ceglana      | Francesca Schiavone | 4:6, 5:7      |
| Finalistka    | 2. | 15 kwietnia 2018 | Bogota  | Ceglana      | Anna Schmiedlová    | 2:6, 4:6      |

### Gra podwójna 14 (8–6)
| Końcowy wynik | Nr | Data                 | Turniej     | Nawierzchnia   | Partnerka               | Przeciwniczki                          | Wynik finału       |
| ------------- | -- | -------------------- | ----------- | -------------- | ----------------------- | -------------------------------------- | ------------------ |
| Zwyciężczyni  | 1. | 14 kwietnia 2013     | Katowice    | Ceglana (hala) | Lourdes Domínguez Lino  | Raluca Olaru Walerija Sołowjowa        | 6:4, 7:5           |
| Zwyciężczyni  | 2. | 13 kwietnia 2014     | Bogota      | Ceglana        | Caroline Garcia         | Vania King Chanelle Scheepers          | 7:6(5), 6:4        |
| Zwyciężczyni  | 3. | 21 września 2014     | Seul        | Twarda         | Irina-Camelia Begu      | Mona Barthel Mandy Minella             | 6:3, 6:3           |
| Finalistka    | 1. | 12 października 2014 | Osaka       | Twarda         | Tatjana Maria           | Shūko Aoyama Renata Voráčová           | 1:6, 2:6           |
| Zwyciężczyni  | 4. | 28 lutego 2015       | Acapulco    | Twarda         | María-Teresa Torró-Flor | Andrea Hlaváčková Lucie Hradecká       | 7:6(2), 5:7, 13–11 |
| Finalistka    | 2. | 23 maja 2015         | Norymberga  | Ceglana        | Raluca Olaru            | Chan Hao-ching Anabel Medina Garrigues | 4:6, 6:7(5)        |
| Finalistka    | 3. | 26 lipca 2015        | Bad Gastein | Ceglana        | Lucie Hradecká          | Danka Kovinić Stephanie Vogt           | 6:4, 4:6, 3–10     |
| Finalistka    | 4. | 8 sierpnia 2015      | Waszyngton  | Twarda         | Andreja Klepač          | Belinda Bencic Kristina Mladenovic     | 5:7, 6:7(6)        |
| Zwyciężczyni  | 5. | 27 września 2015     | Seul        | Twarda         | Andreja Klepač          | Kiki Bertens Johanna Larsson           | 2:6, 6:3, 10–6     |
| Finalistka    | 5. | 18 października 2015 | Hongkong    | Twarda         | Andreja Klepač          | Alizé Cornet Jarosława Szwiedowa       | 5:7, 4:6           |
| Zwyciężczyni  | 6. | 16 kwietnia 2016     | Bogota      | Ceglana        | Tatjana Maria           | Gabriela Cé Andrea Gámiz               | 6:2, 4:6, 10–8     |
| Zwyciężczyni  | 7. | 17 lipca 2016        | Gstaad      | Ceglana        | Xenia Knoll             | Annika Beck Jewgienija Rodina          | 6:1, 3:6, 10–8     |
| Finalistka    | 6. | 22 lipca 2018        | Gstaad      | Ceglana        | Timea Bacsinszky        | Alexa Guarachi Desirae Krawczyk        | 6:4, 4:6, 6–10     |
| Zwyciężczyni  | 8. | 22 września 2019     | Seul        | Twarda         | Tatjana Maria           | Hayley Carter Luisa Stefani            | 7:6(7), 3:6, 10–7  |

## Finały turniejów WTA 125K series

### Gra pojedyncza 1 (1–0)
| Końcowy wynik | Nr | Data           | Turniej | Nawierzchnia | Przeciwniczka    | Wynik finału |
| ------------- | -- | -------------- | ------- | ------------ | ---------------- | ------------ |
| Zwyciężczyni  | 1. | 17 lutego 2013 | Cali    | Ceglana      | Catalina Castaño | 6:3, 6:2     |

### Gra podwójna 1 (1–0)
| Końcowy wynik | Nr | Data            | Turniej   | Nawierzchnia | Partnerka       | Przeciwniczki       | Wynik finału      |
| ------------- | -- | --------------- | --------- | ------------ | --------------- | ------------------- | ----------------- |
| Zwyciężczyni  | 1. | 4 sierpnia 2019 | Karlsruhe | Ceglana      | Renata Voráčová | Han Xinyun Yuan Yue | 6:7(2), 6:4, 10–4 |

## Wygrane turnieje ITF

### Gra pojedyncza
|     | Data       | Turniej  | Kat. | ($)     | Naw.   | Finalistka             | Wynik         |
| 1.  | 06/07/2008 | Oviedo   | ITF  | 10 000  | twarda | Hermon Brhane          | 7:6, 6:4      |
| 2.  | 26/04/2009 | Torrent  | ITF  | 10 000  | ziemna | Marta Marrero          | 6:2, 6:3      |
| 3.  | 20/09/2009 | Lleida   | ITF  | 10 000  | ziemna | Diana Enache           | 6:3, 5:7, 6:2 |
| 4.  | 25/10/2009 | Sewilla  | ITF  | 10 000  | ziemna | Neda Kozic             | 6:1, 6:2      |
| 5.  | 09/05/2010 | Badalona | ITF  | 10 000  | ziemna | Jewgienija Kryworuczko | 6:4, 6:3      |
| 6.  | 07/11/2010 | Majorka  | ITF  | 10 000  | ziemna | Sandra Soler Sola      | 6:3, 6:3      |
| 7.  | 14/11/2010 | Majorka  | ITF  | 10 000  | ziemna | Maria João Koehler     | 7:6, 6:3      |
| 8.  | 28/11/2010 | Vallduxo | ITF  | 10 000  | ziemna | Nanuli Pipija          | 7:5, 7:6      |
| 9.  | 05/12/2010 | Vinaros  | ITF  | 10 000  | ziemna | Cristina Dinu          | 6:2, 6:0      |
| 10. | 13/02/2011 | Majorka  | ITF  | 10 000  | ziemna | Conny Perrin           | 6:1, 6:2      |
| 11. | 13/03/2011 | Madryt   | ITF  | 10 000  | ziemna | Leticia Costas         | 6:4, 6:2      |
| 12. | 17/08/2014 | Bogota   | ITF  | 100 000 | ziemna | Johanna Larsson        | 6:1, 6:3      |

## Finały juniorskich turniejów wielkoszlemowych

### Gra podwójna (1)
| Końcowy wynik | Rok  | Turniej     | Nawierzchnia | Partnerka               | Przeciwniczki               | Wynik finału |
| Finalistka    | 2010 | French Open | Ceglana      | María-Teresa Torró-Flor | Tímea Babos Sloane Stephens | 2:6, 3:6     |